# Astron (barco)
Astron (anteriormente llamado Esmeralda y Bonnie) fue un carguero de propiedad rusa construido en Francia por Chantiers de l'Atlantique durante 1957. Tenía 127 metros de eslora, 27,990 toneladas brutas y era un barco a motor.

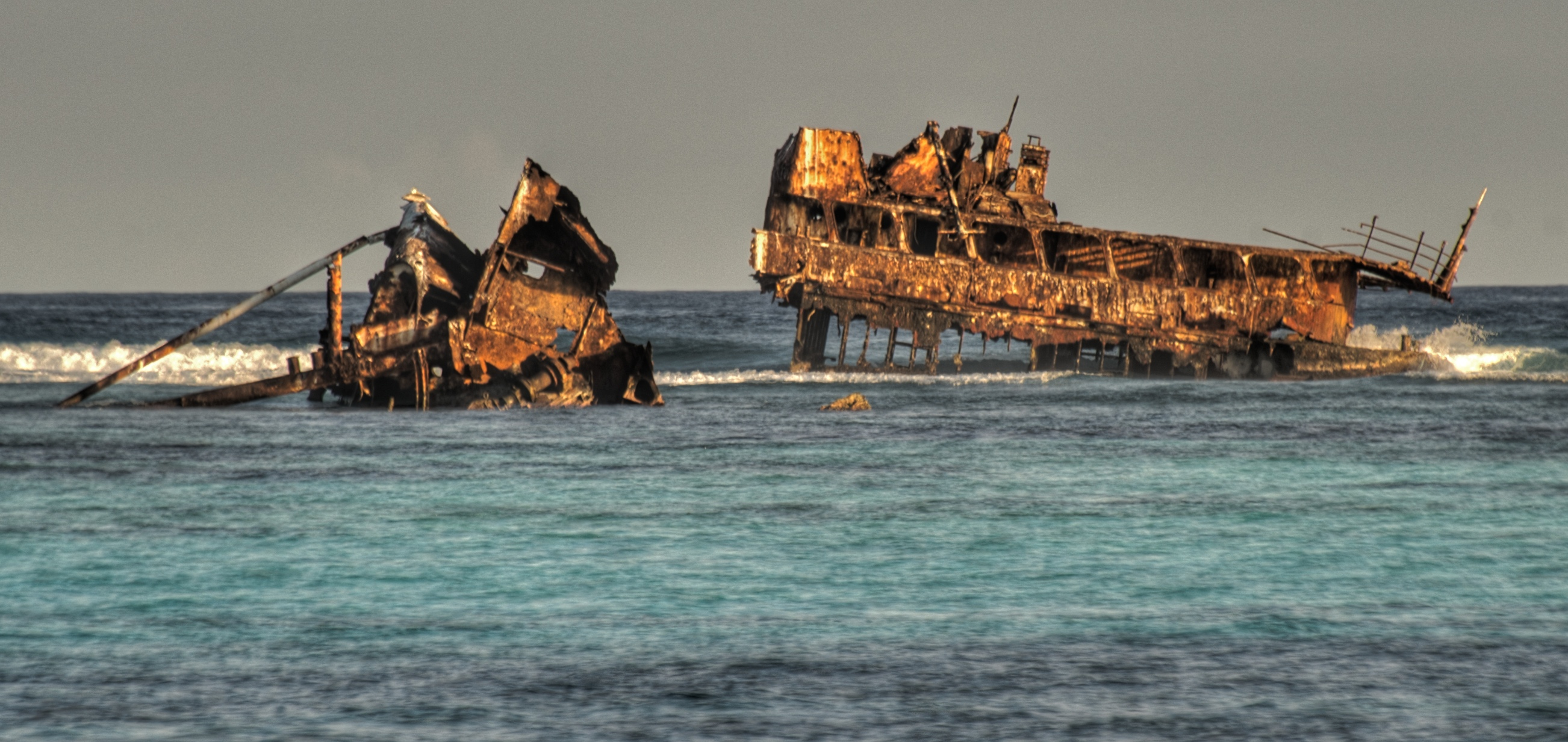
Pecio del Astron

El Astron estaba entregando 60 toneladas de maíz a Cuba el 7 de abril de 1978, cuando encalló en Punta Cana (República Dominicana) durante una tormenta. Sin embargo, no hay ningún huracán o tormenta tropical registrado durante esta fecha en la historia de la temporada de huracanes del Atlántico de 1978. Este barco chocó contra una mina marina, fue torpedeado o hundido intencionalmente, evidenciado por el extenso acero rasgado del casco inferior.
Se partió en dos secciones distintas con la proa sobre el agua y la popa bajo el agua, con 7.330 barriles de combustible búnker perdidos en el incidente. El pecio está en el agua a 16 metros de profundidad, por lo que puede ser visitado por buceadores.
A partir de 2018, solo una pequeña porción del pecio permanece sobre el agua.